# Le Balentes
Le Balentes ist ein sardisches Folk- und Popmusiktrio. Außerhalb Sardiniens wurde es durch das Lied Cixirì bekannt, welches die Top 20 der italienischen Charts erreichte. Trotz ihrer Verwurzelung in traditioneller sardischer Folkmusik öffnet sich Le Balentes immer wieder modernen Musikströmungen: Mit Cixirì schuf das Trio einen Sommerhit à la Las Ketchup, während es für das Stück Peppucciu (2006) mit der sardischen Hip-Hop-Gruppe Malos Cantores zusammenarbeitete.

## Mitglieder
- Stefania Liori
- Lulli Lostia
- Elena Nulchis (bis 2004)
- Elisabetta Delogu (seit 2004)

## Diskografie

### Alben
- 2001: Le Balentes
- 2004: Cantano

### Singles
- 2003: Cixirì